# کالج ترینیتی (کنتیکت)
کالج ترینیتی (کانکتیکت) (به انگلیسی: Trinity College (Connecticut)) یک کالج هنرهای آزاد در ایالات متحده آمریکا است که در کنتیکت واقع شده‌است.